# Світлий (Арамільський міський округ)
Сві́тлий (рос. Светлый) — селище у складі Арамільського міського округу Свердловської області.
Населення — 1237 осіб (2010, 1060 у 2002).
Національний склад станом на 2002 рік: росіяни — 71 %.